# Saison 2023 de l'équipe cycliste UAE Team ADQ
La saison 2023 de l'équipe cycliste UAE Team ADQ est la treizième de la formation. L'effectif est remanié. Pas moins de cinq coureuses de la formation Valcar-Travel Service sont recrutées avec notamment Silvia Persico et Chiara Consonni. Alena Amialiusik et Mikayla Harvey, toutes deux en provenance de Canyon-SRAM, renforme également l'équipe. Mavi Garcia est la principale perte avec Maaike Boogaard et Sophie Wright.
Silvia Persico réalise une saison régulière. Elle est troisième du Circuit Het Nieuwsblad, sixième du Trofeo Alfredo Binda-Comune di Cittiglio, quatrième du Tour des Flandres, remporte la Flèche brabançonne, huitième du Tour d'Italie et cinquième du Tour de Romandie. Chiara Consonni remporte une étape du Tour d'Italie, ainsi qu'une étape et le classement général du Tour de l'île de Chongming. Erica Magnaldi est huitième du Tour d'Espagne, cinquième du Tour d'Italie, treizième du Tour de France et deuxième du Tour de l'Ardèche. Olivia Baril est quatrième du Tour du Pays basque et gagne une étape du Tour de l'Ardèche. Eleonora Gasparrini gagne une étape du Tour de Suisse. Elizabeth Holden est championne de Grande-Bretagne du contre-la-montre. Silvia Persico est dixième des classements UCI et World Tour, UAE Team ADQ quatrième des deux classements par équipes.

## Préparation de la saison

### Arrivées et départs
L'effectif est grandement renouvelé. Pas moins de cinq coureuses de la Valcar-Travel Service sont recrutées avec notamment la polyvalente Silvia Persico, la sprinteuse Chiara Consonni et la grimpeuse Olivia Baril. Alena Amialiusik vient apporter son expérience. Mikayla Harvey tente de se relancer après une saison 2022 décevante. Au niveau des départs, la leader Mavi Garcia quitte l'équipe. C'est également le cas de Sophie Wright et Maaike Boogaard.
| Arrivées            | Équipe 2022           |
| ------------------- | --------------------- |
| Alena Amialiusik    | Canyon-SRAM           |
| Olivia Baril        | Valcar-Travel Service |
| Chiara Consonni     | Valcar-Travel Service |
| Karolina Kumiega    | Valcar-Travel Service |
| Eleonora Gasparrini | Valcar-Travel Service |
| Mikayla Harvey      | Canyon-SRAM           |
| Silvia Persico      | Valcar-Travel Service |

| Départs         | Équipe 2023       |
| --------------- | ----------------- |
| Maaike Boogaard | AG Insurance NXTG |
| Mavi Garcia     | Liv Racing Xstra  |
| Sophie Wright   | Plantur-Pura      |

### Effectifs
| Effectif 2023                         | Effectif 2023     | Effectif 2023       | Effectif 2023                         |
| Cycliste                              | Date de naissance | Pays                | Équipe précédente                     |
| ------------------------------------- | ----------------- | ------------------- | ------------------------------------- |
| Safia Al Sayegh                       | 23 septembre 2001 | Émirats arabes unis |                                       |
| Alena Amialiusik                      | 6 février 1989    | Biélorussie         | Canyon-SRAM Racing (2022)             |
| Olivia Baril                          | 10 octobre 1997   | Canada              | Valcar-Travel & Service (2022)        |
| Marta Bastianelli (1 janv.–10 juill.) | 30 avril 1987     | Italie              | Virtu Cycling Women (2019)            |
| Sofia Bertizzolo                      | 21 août 1997      | Italie              | Liv Racing (2021)                     |
| Eugenia Bujak                         | 25 juin 1989      | Slovénie            | BTC City Ljubljana (2019)             |
| Chiara Consonni                       | 24 juin 1999      | Italie              | Valcar-Travel & Service (2022)        |
| Eleonora Gasparrini                   | 25 mars 2002      | Italie              | Valcar-Travel & Service (2022)        |
| Mikayla Harvey                        | 7 septembre 1998  | Nouvelle-Zélande    | Canyon-SRAM Racing (2022)             |
| Elizabeth Holden                      | 12 septembre 1997 | Royaume-Uni         | Le Col-Wahoo (2022)                   |
| Alena Ivanchenko                      | 16 novembre 2003  | Russie              |                                       |
| Karolina Kumięga                      | 16 avril 1999     | Pologne             | Valcar-Travel & Service (2022)        |
| Erica Magnaldi                        | 24 août 1992      | Italie              | Ceratizit-WNT Pro Cycling (2021)      |
| Silvia Persico                        | 25 juillet 1997   | Italie              | Valcar-Travel & Service (2022)        |
| Laura Tomasi                          | 1 juillet 1999    | Italie              | Top Girls Fassa Bortolo (2020)        |
| Anna Trevisi                          | 8 mai 1992        | Italie              | Inpa Sottoli Bianchi Giusfredi (2015) |
|                                       |                   |                     |                                       |
| Source : ProCyclingStats              |                   |                     |                                       |

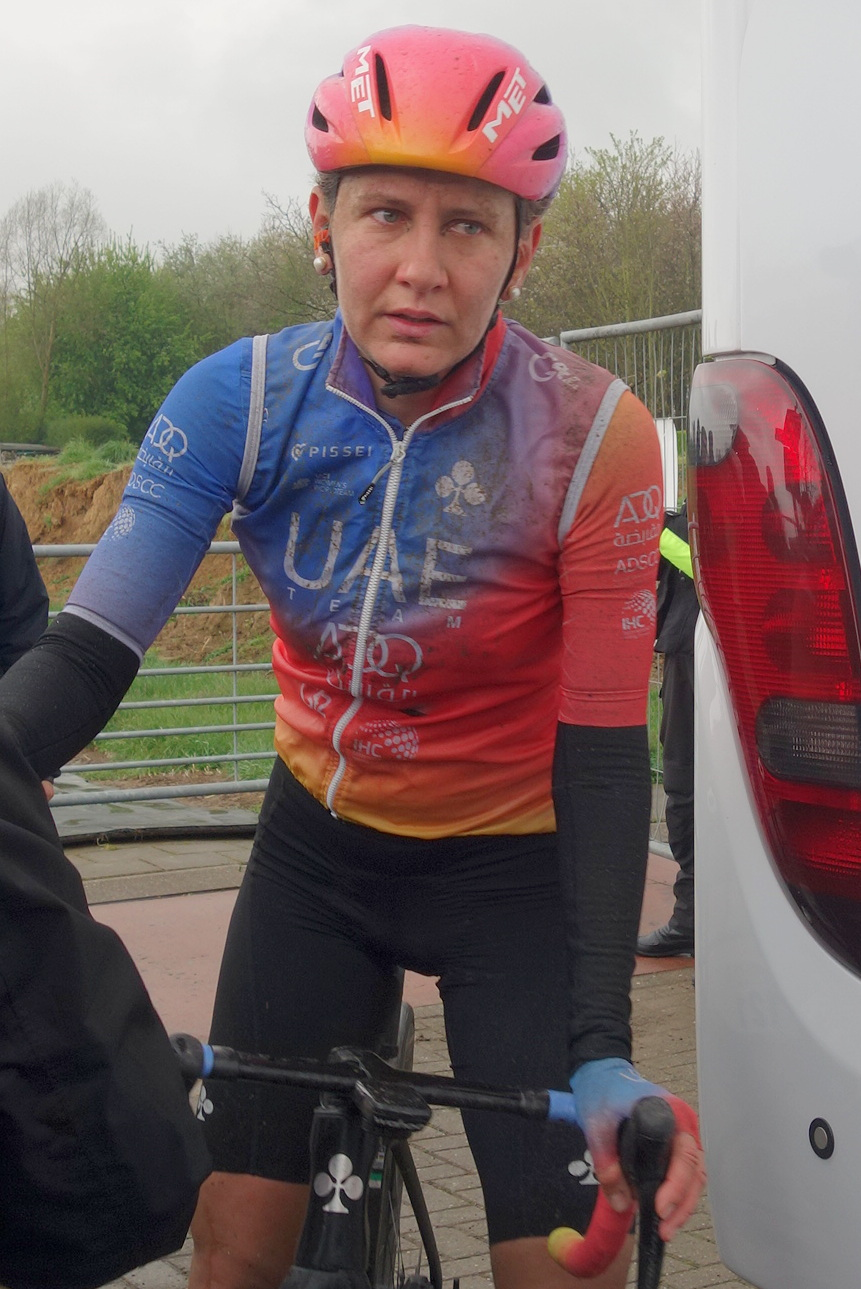
Alena Amialiusik
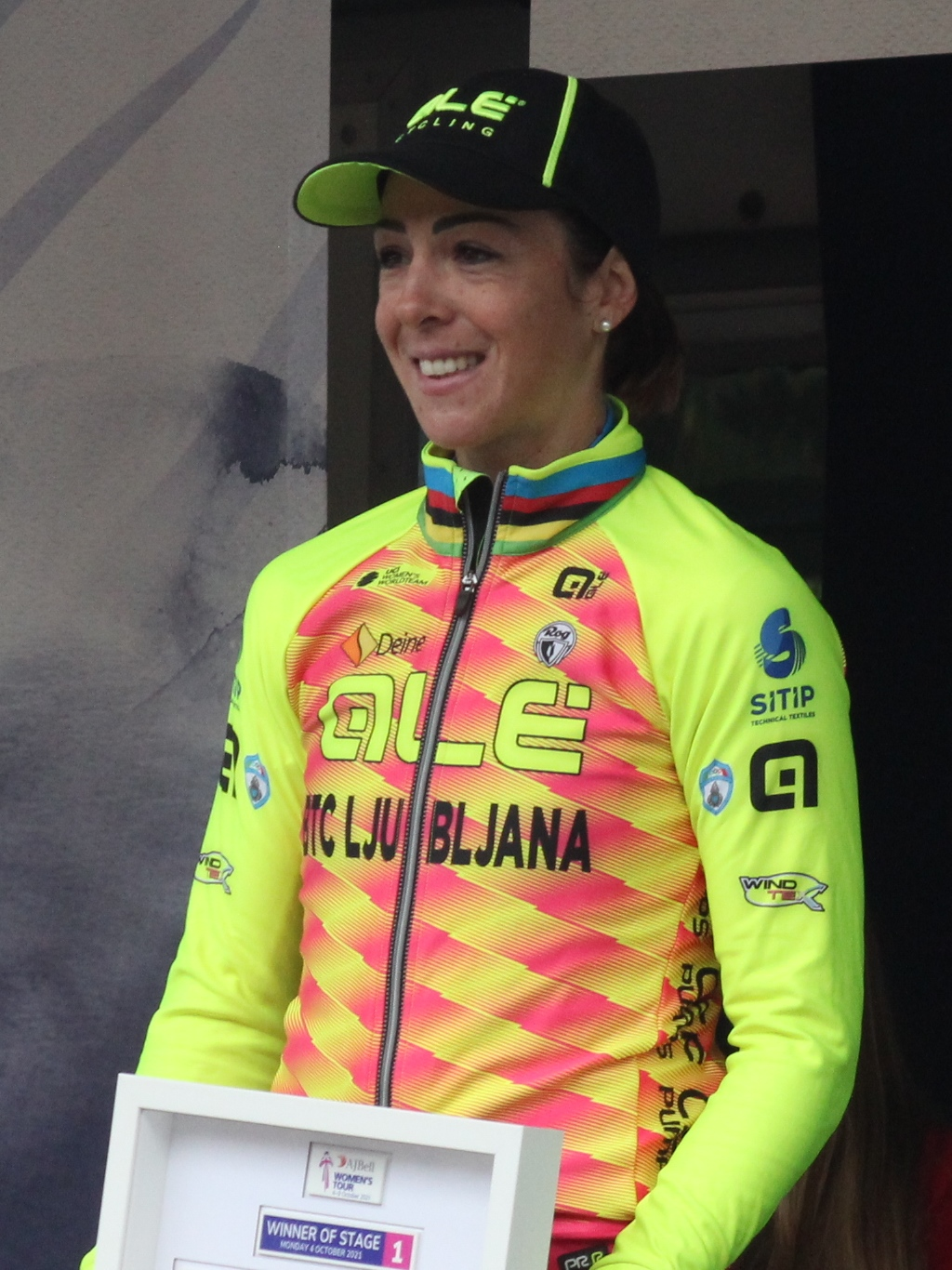
Marta Bastianelli en 2021
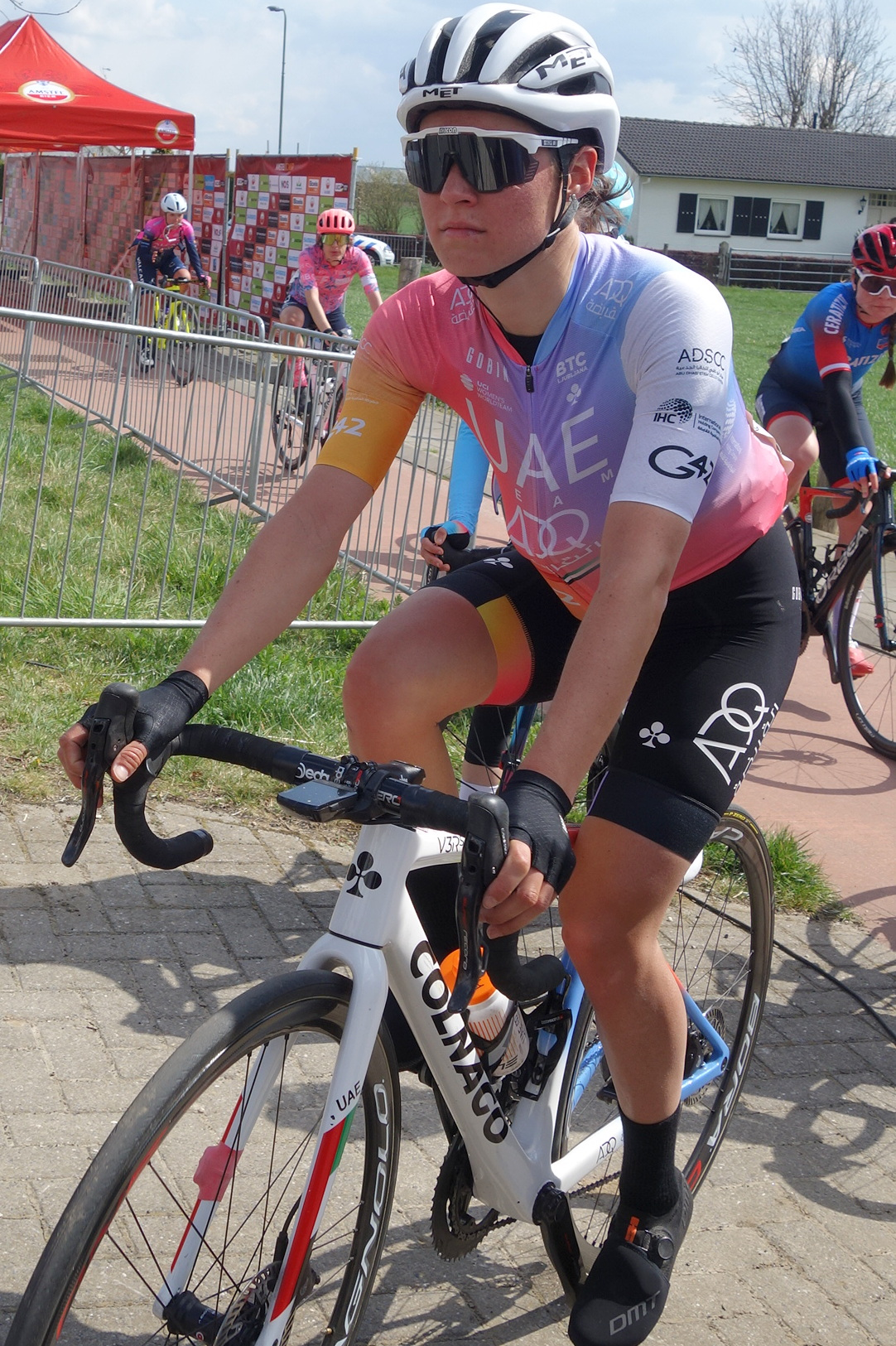
Sofia Bertizzolo en 2022
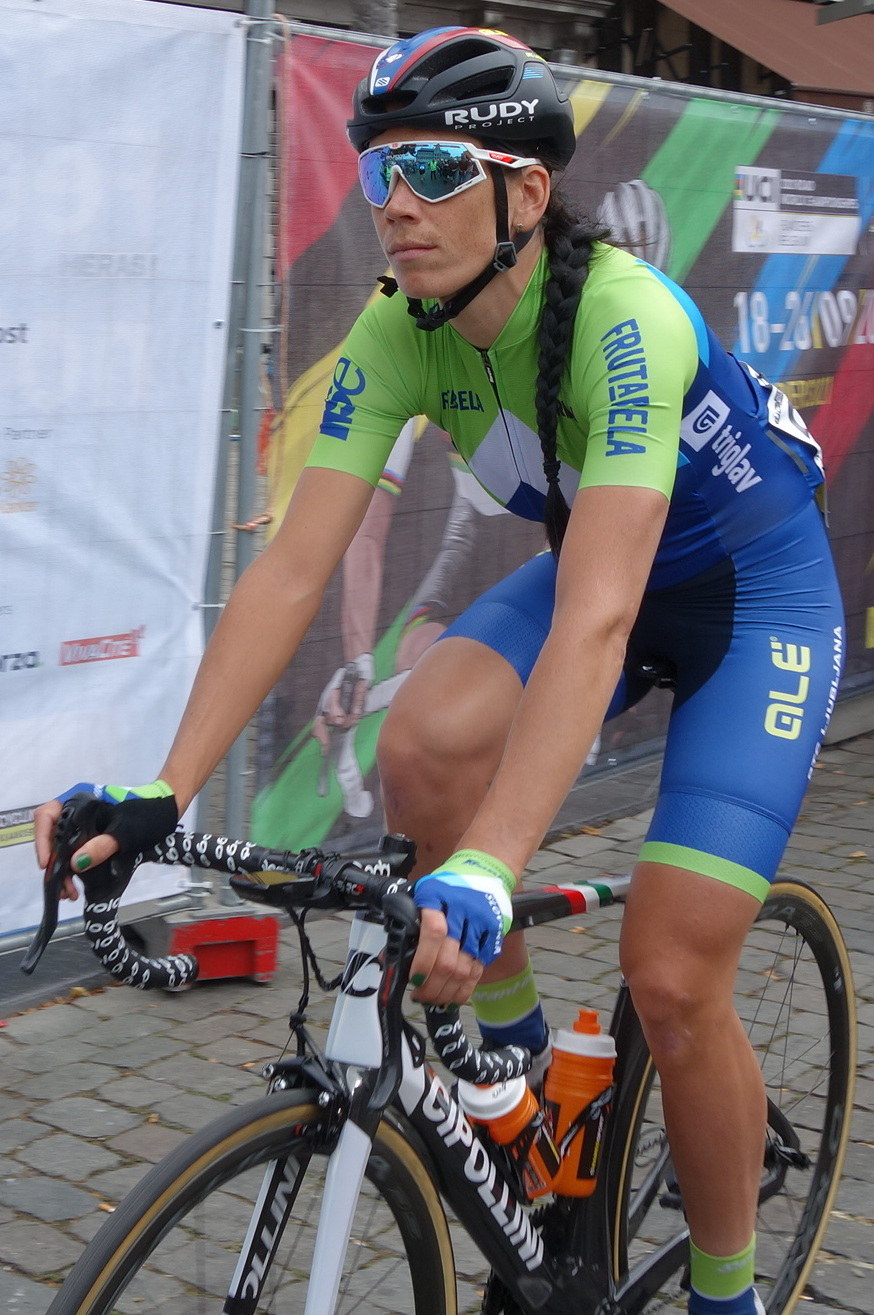
Eugenia Bujak en 2021
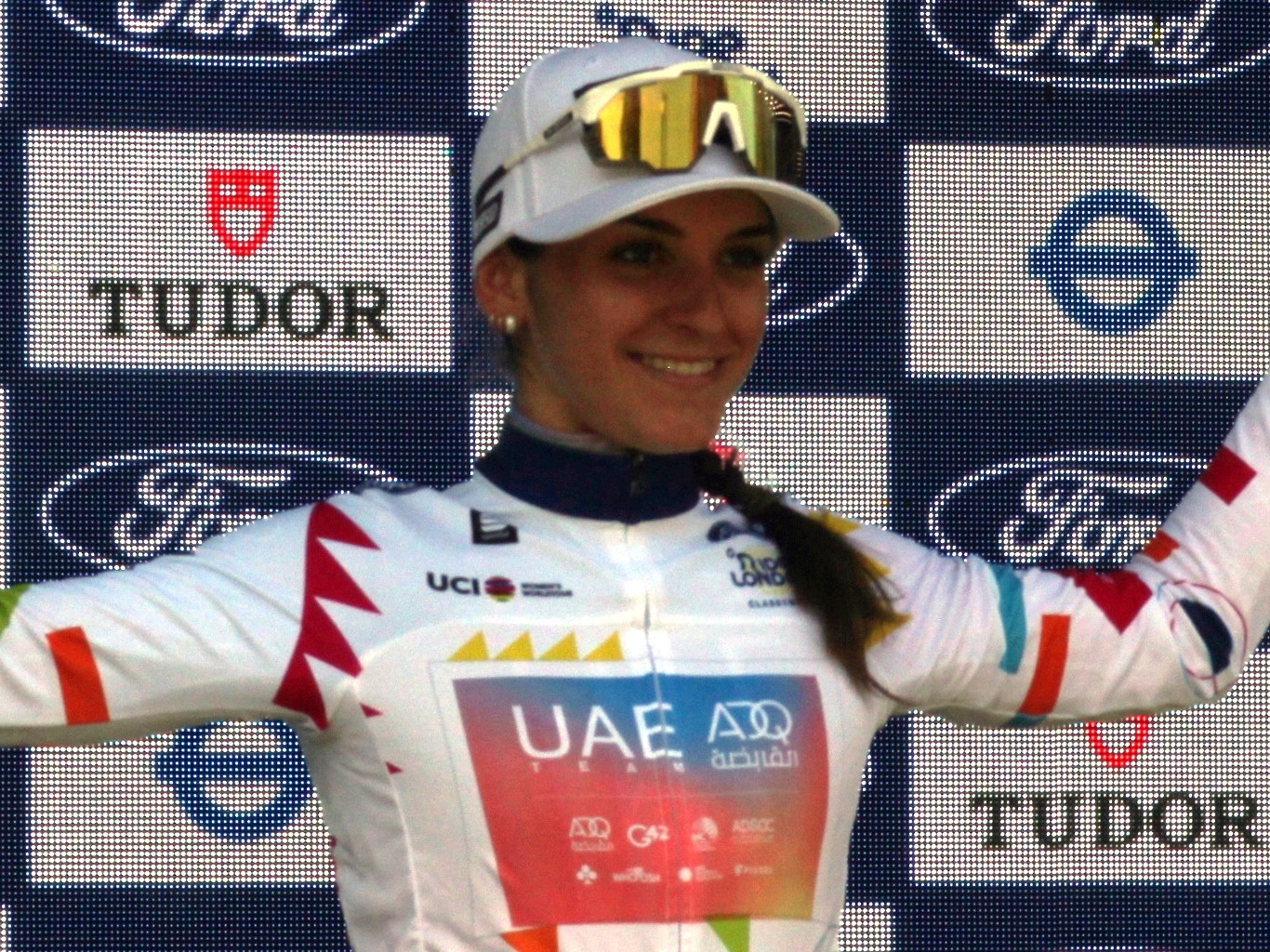
Eleonora Gasparrini
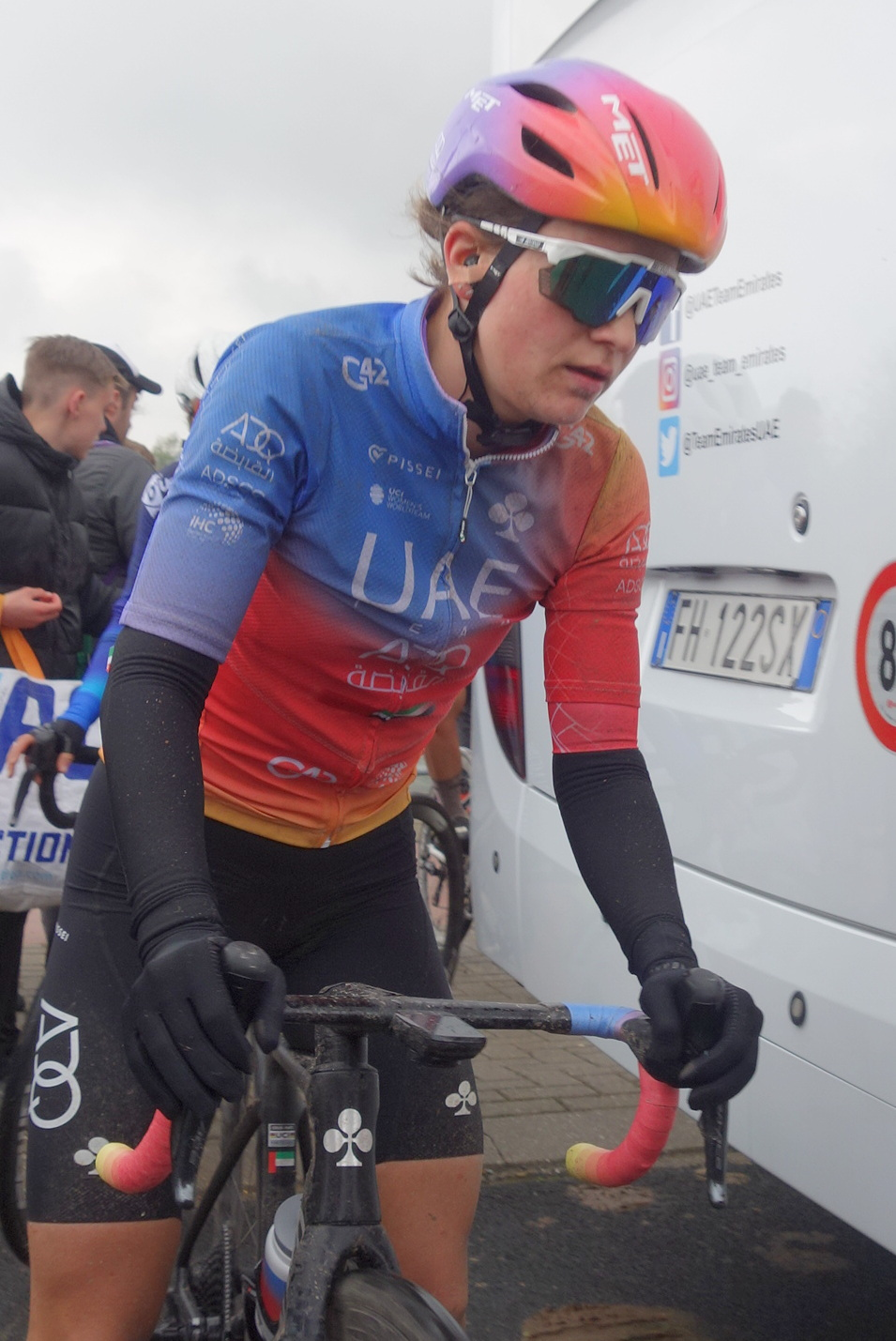
Elizabeth Holden
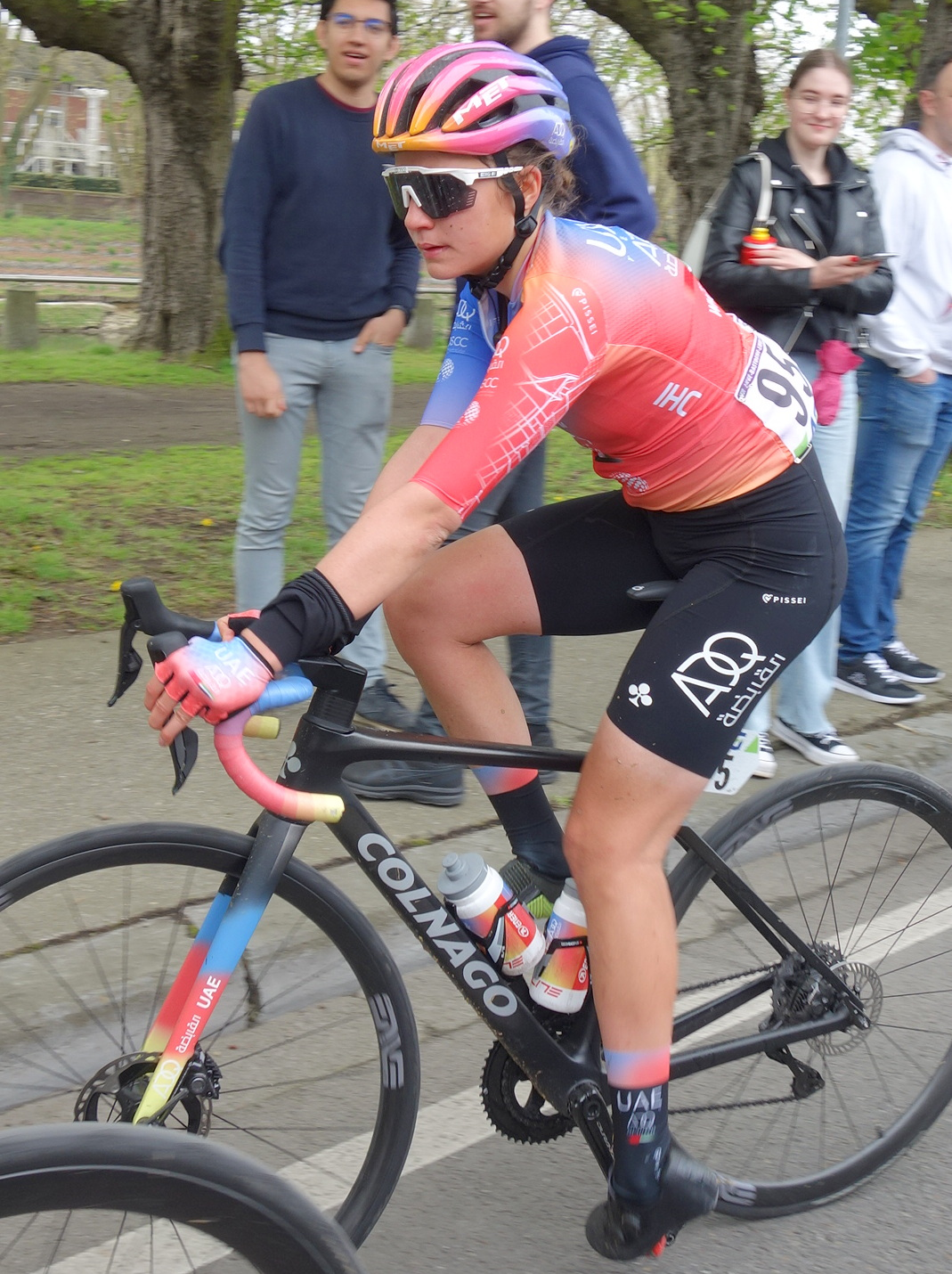
Alena Ivanchenko
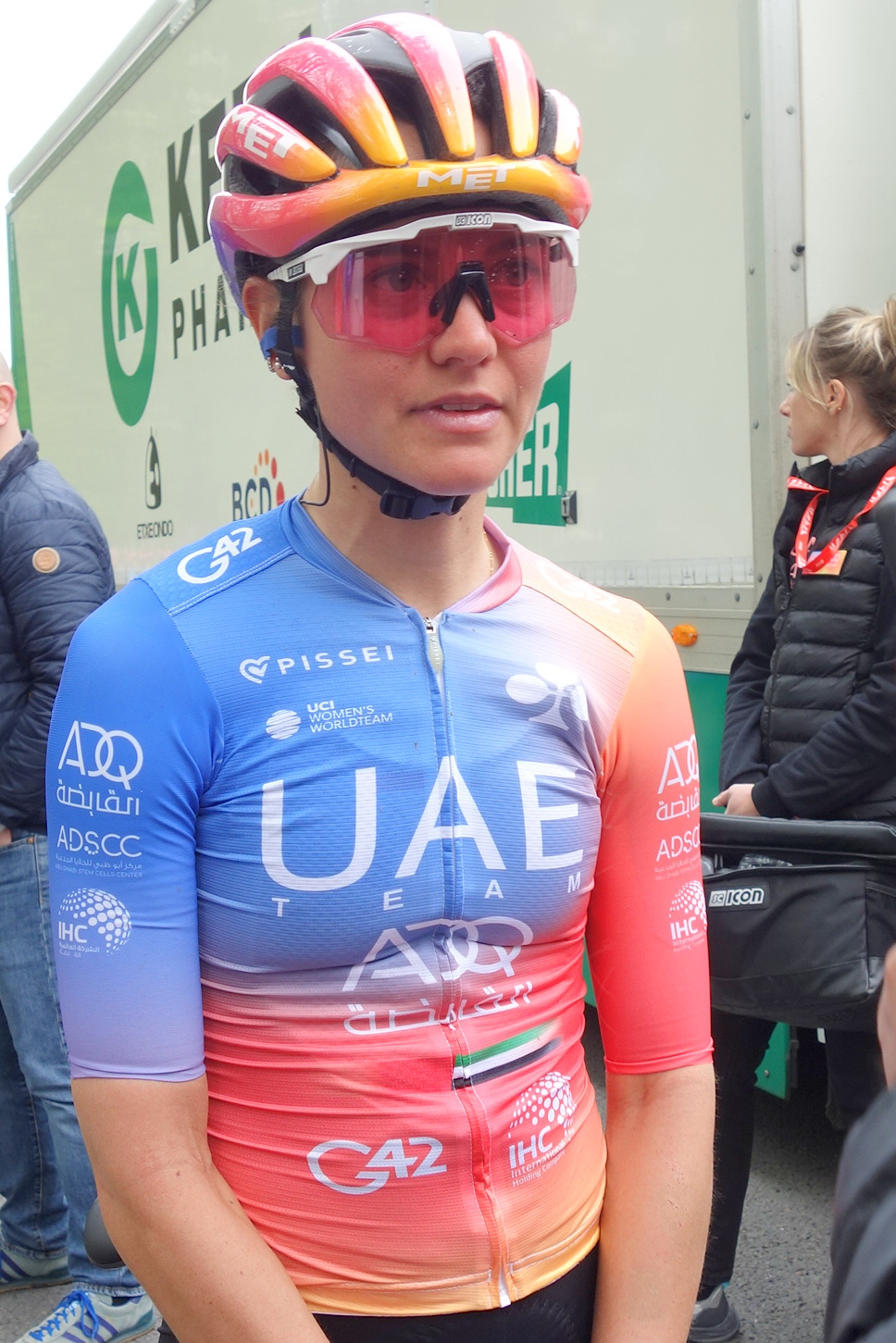
Erica Magnaldi
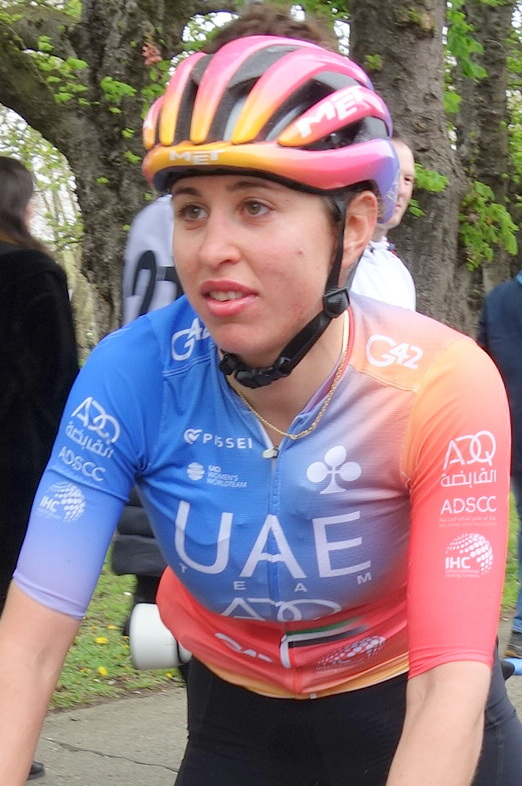
Silvia Persico
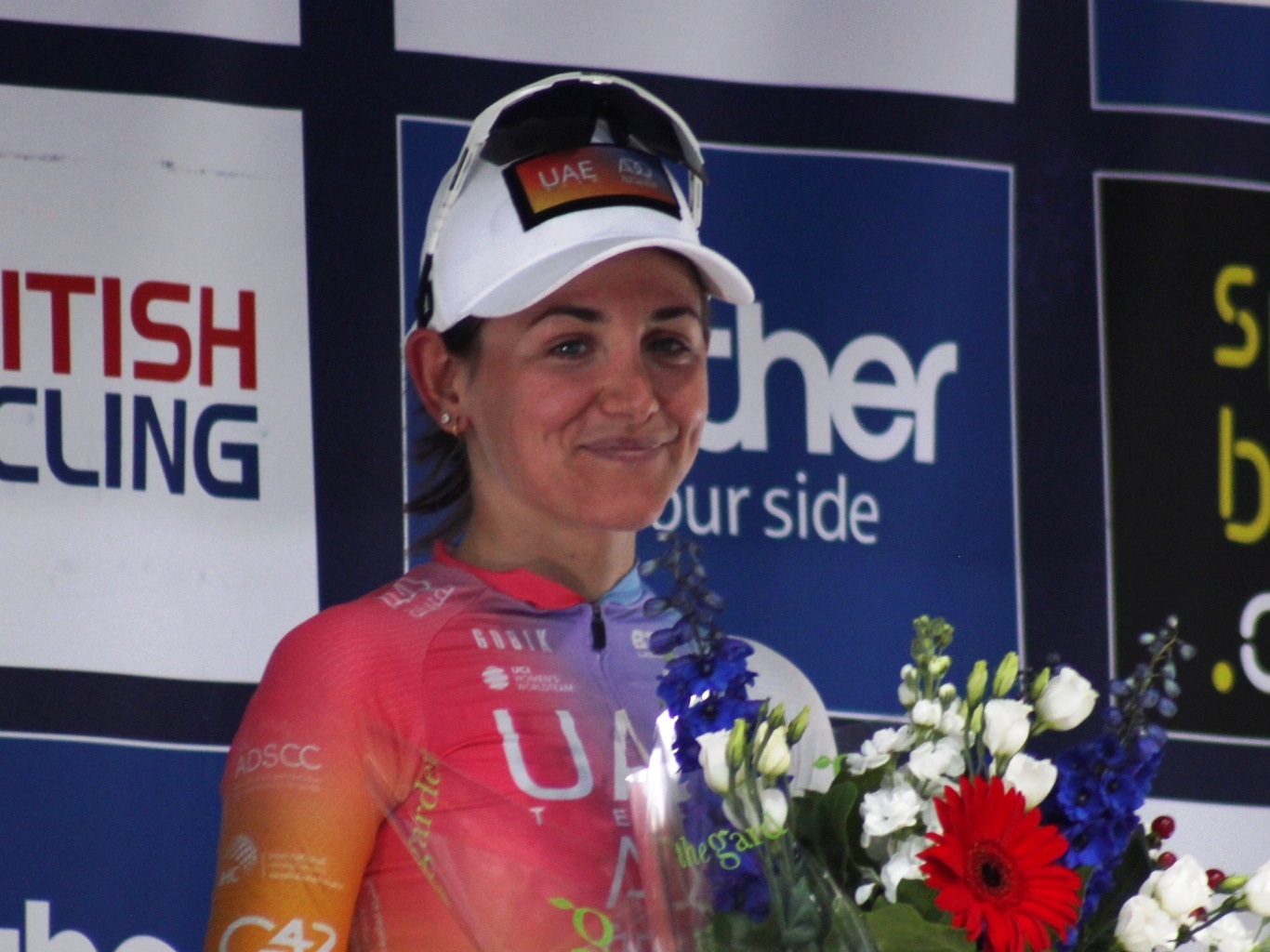
Laura Tomasi en 2022
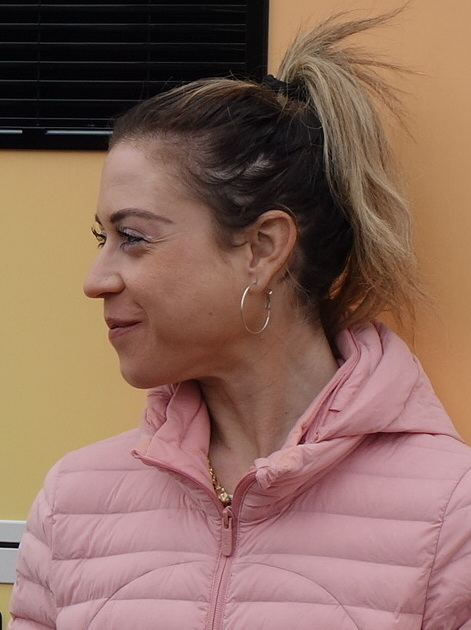
Anna Trevisi en 2022

### Encadrement
Rubens Bertogliati est le directeur général de l'équipe. Le directeur sportif est Alejandro Gonzalez-Tablas, assisté de Marcello Albasini, Davide Arzeni, Michele Devoti, Giuseppe Lanzoni, Nicolas Marche, Cristina San Emeterio Garcia.

## Déroulement de la saison

### Février
Au Circuit Het Nieuwsblad, Marta Bastianelli est devancée par Lorena Wiebes au sprint et termine l'épreuve à la troisième place. Marta Bastianelli remporte Le Samyn des Dames.

### Mars
Au Trofeo Alfredo Binda-Comune di Cittiglio, Silvia Persico prend la sixième place du sprint. À la Classic Bruges-La Panne, dix coureuses sortent. Chiara Consonni tente de revenir seule, mais doit se résigner. Elle règle le peloton et prend la neuvième place. À Gand-Wevelgem, Shari Bossuyt attaque à dix-huit kilomètres de l'arrivée. Cela provoque la formation d'un groupe de sept avec notamment Eugenia Bujak. Le peloton reprend le groupe dans les derniers mètres. Marta Bastianelli est sixième du sprint.

### Avril
Au Tour des Flandres, l'ascension du Koppenberg est menée par Marlen Reusser et Silvia Persico. Après le Kruisberg, Lotte Kopecky et Persico forme un duo. La Belge produit son effort dans la vieux Quaremont et s'isole. Silvia Persico finit quatrième. À Paris-Roubaix, le groupe d'échappée se dispute la victoire. Derrière, Chiara Consonni prend la neuvième place.
Lors de la Flèche brabançonne, dans le dernier tour, Marlen Reusser accélère. Elle est suivie par Shirin van Anrooij, Elise Chabbey, Silvia Persico et Margot Vanpachtenbeke. Dans Moskestraat, Demi Vollering sort en poursuite avec Lippert dans la roue. Elles reviennent sur l'avant à sept kilomètres du but. Demi Vollering ouvre le sprint, mais Silvia Persico la remonte dans les tout derniers mètres. À l'Amstel Gold Race, elle doit se contenter de la neuvième place. À la Flèche wallonne, elle suit l'attaque de Vollering dans la côte de Cherave. Elle se classe huitième.
Lors de la première étape du Festival Elsy Jacobs, dans la dernière ascension de la côte de Septfontaines, Anouska Koster, Marta Bastianelli, Ally Wollaston et Eleonora Camilla Gasparrini sortent du peloton. Elles se départagent au sprint et Bastianelli se montre la plus rapide. Elle est deuxième le lendemain. Les deux coureuses sont quasiment parfaitement à égalité pour le classement. Ce sont les secondes de bonifications qui donnent l'avantage à Wollaston.

### Mai

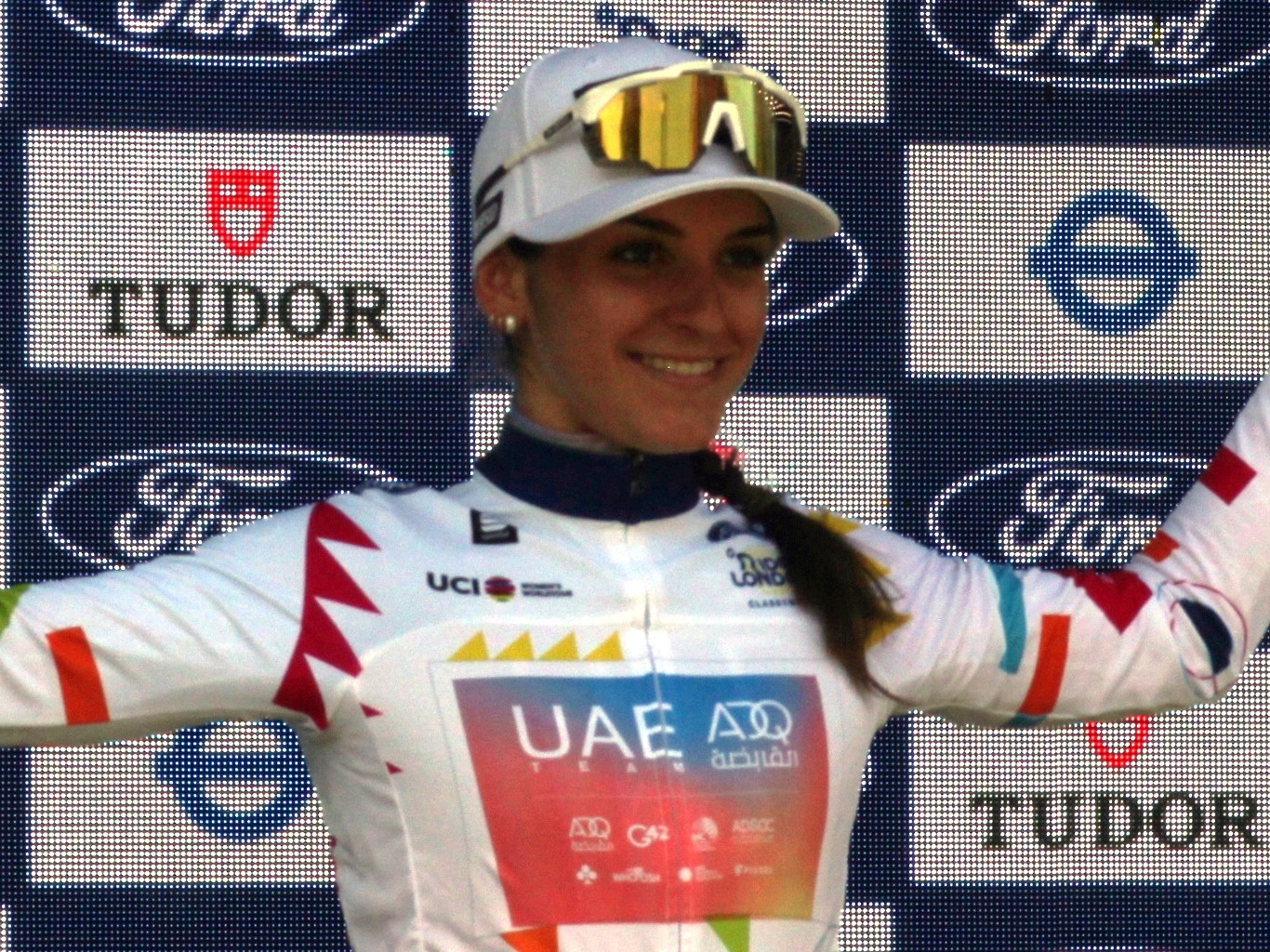
Eleonora Gasparrini à la RideLondon-Classique

Chiara Consonni remporte le Trofee Maarten Wynants.
Au Tour d'Espagne, Olivia Baril prend la neuvième place de la montagneuse cinquième étape. Le lendemain, Silvia Persico est deuxième du sprint et quatrième de l'étape. Erica Magnaldi est sixième en haut des Lacs de Covadonga. Elle se classe huitième du classement général.
Au Tour du Pays basque, Olivia Baril est cinquième de la première étape. Elle est septième du sprint le lendemain. Sur la dernière étape, dans la montée vers Mendizorrotz, Vollering accélère. Elle est ensuite rejointe par Van Vleuten. Derrière, Niewiadoma, Reusser et Baril sont en chasse et opèrent la jonction. Olivia Baril est troisième. Elle prend également la quatrième place du classement général. À la Classique féminine de Navarre, Eleonora Gasparrini est quatrième.
Sur le Tour de Burgos, Chiara Consonni est quatrième du sprint de la première étape. Karolina Kumięga en fait de même sur la troisième étape. Le dernier jour, à neuf kilomètres de l'arrivée, Demi Vollering accélère. Seule Shirin van Anrooij parvient à la suivre pendant un kilomètre avant de devoir lâcher prise. Erica Magnaldi se détache du reste des favorites et prend la deuxième place derrière Vollering. Silvia Persico est troisième de l'étape et neuvième du classement général.
À la RideLondon-Classique, Eleonora Gasparrini est cinquième des deux premières étapes. Chiara Consonni est sixième de la dernière étape. Eleonora Gasparrini termine quatrième du classement général.
En parallèle, au Tour de Thuringe, Marta Bastianelli est sixième des deuxième et troisième étapes. Elle prend la deuxième place du sprint de la cinquième étape, battue par Lorena Wiebes. Elle conclut le Tour à la douzième place.

### Juin
Au Tour de Suisse, Eleonora Gasparrini est troisième du sprint de la première étape. Elle remporte la dernière étape.
Elizabeth Holden remporte le championnat de Grande-Bretagne du contre-la-montre.

### Juillet

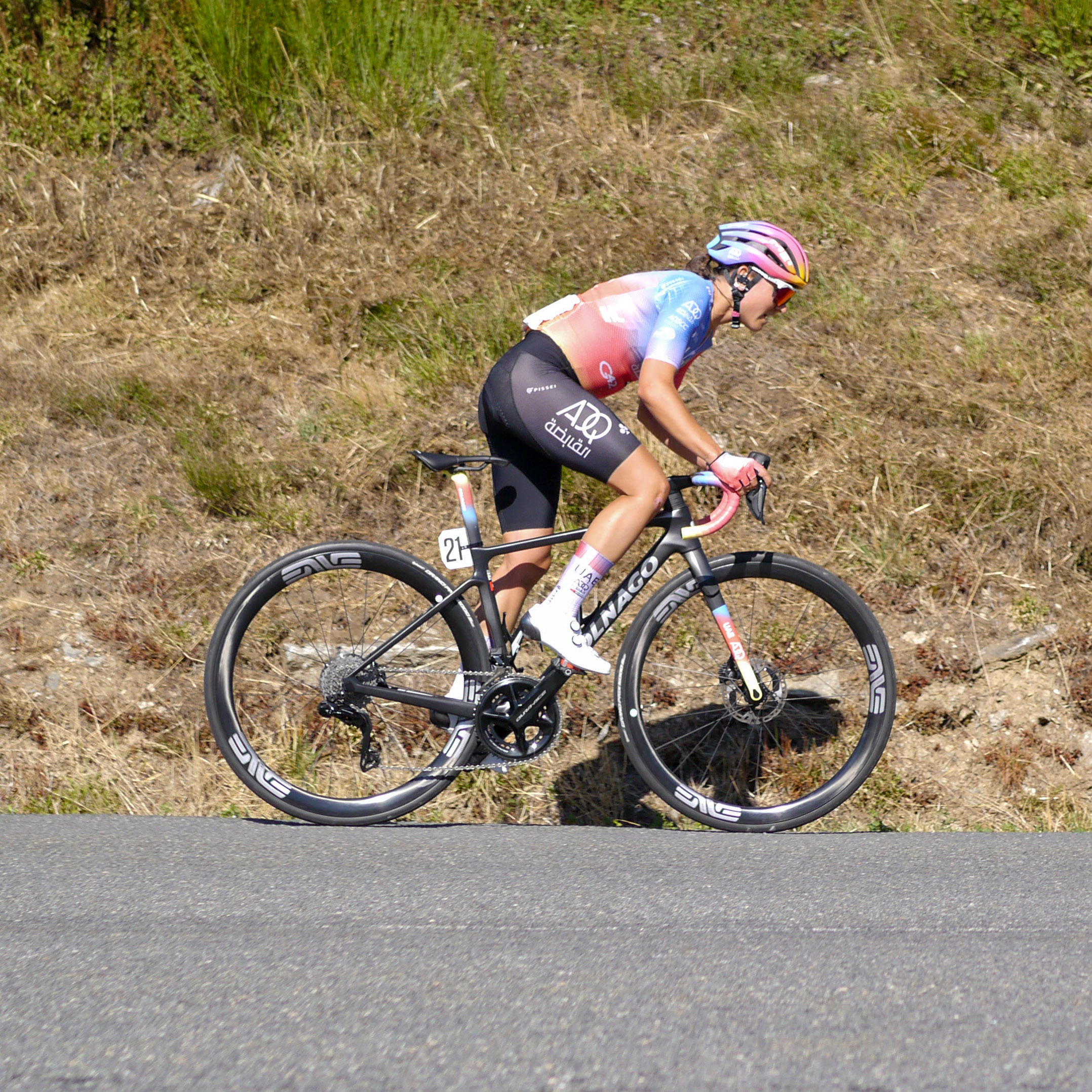
Erica Magnaldi, ici durant le Tour de l'Ardèche

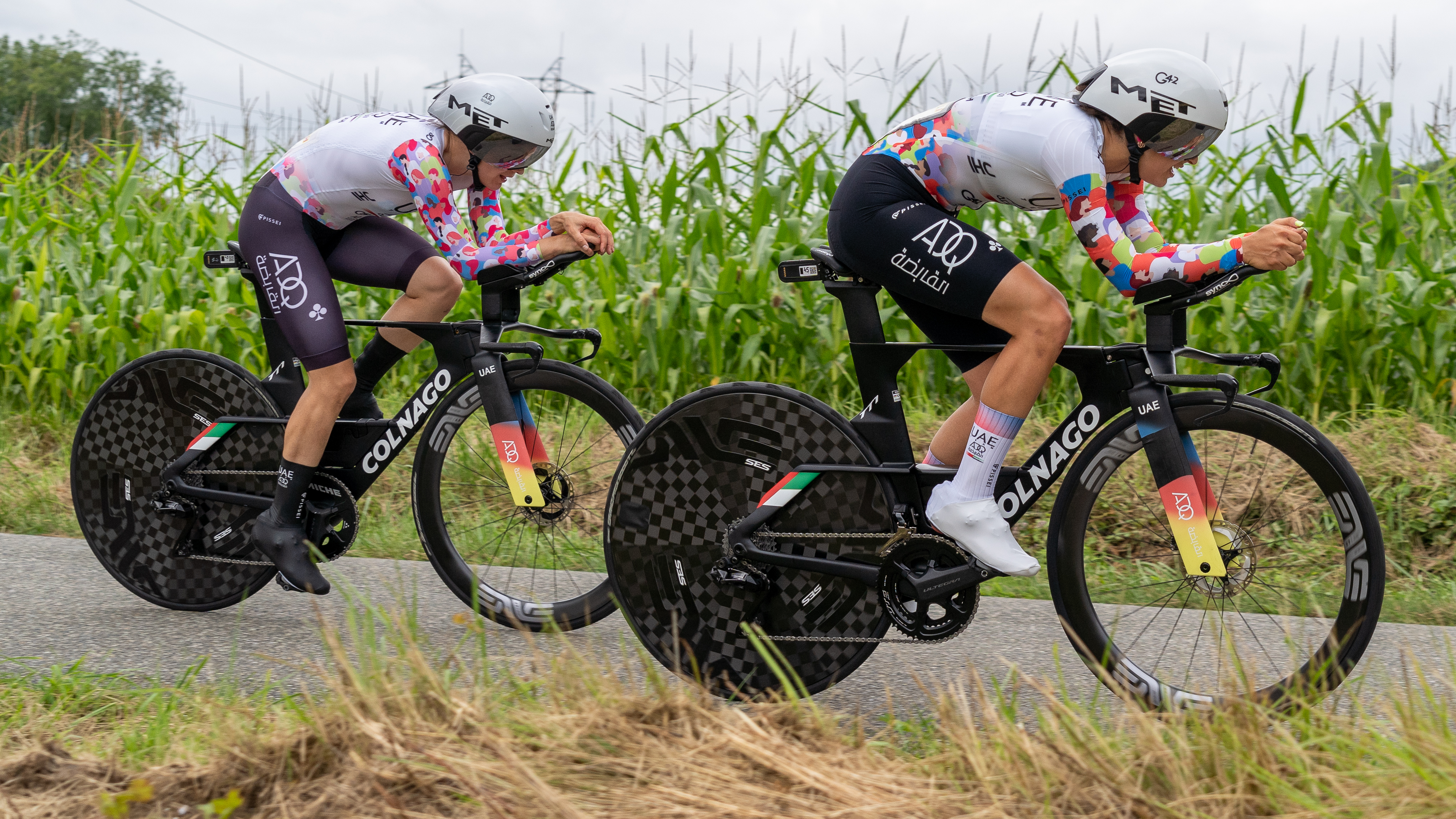
Olivia Baril et Elenora Camilla Gasparrini durant le contre-la-montre du Tour de France

Au Tour d'Italie, Erica Magnaldi est huitième de la deuxième étape. Silvia Persico est septième de la quatrième étape. Dans la cinquième étape, Magnaldi et Persico sont distancées dans la montée du Passo del Lupo mais reviennent par la suite. Dans l'ascension vers Vietti, Van Vleuten place une accélération, mais le groupe se reforme immédiatement. Persico contre. Elle est accompagnée de Juliette Labous. Par la suite, Niedermaier sort avec Fisher Black dans le dernier kilomètre de la montée. Elles reviennent sur Persico et Labous. Niedermaier place alors une nouvelle offensive et passe au sommet seule. Dans l'ultime difficulté vers Sant’Ignazio, Erica Magnaldi et Paula Patiño place une escarmouche, sans succès. Erica Magnaldi est finalement huitième de l'étape et Persico dixième. Silvia Persico est cinquième le lendemain, puis sixième le surlendemain. Elle est quatrième du sprint de la huitième étape. Chiara Consonni remporte la dernière étape dans l'emballage final. Erica Magnaldi est cinquième du classement général et Silvia Persico huitième.
Au Tour de France, Silvia Persico est troisième de la deuxième étape au sprint. Le lendemain, Chiara Consonni est quatrième du sprint. Elle est ensuite sixième de la sixième étape. Olivia Baril est septième du contre-la-montre final. Erica Magnaldi est la mieux placée au classement général à la treizième place.

### Août
Eugenia Bujak est douzième des championnats du monde du contre-
la-montre. Sur la course en ligne, Annemiek van Vleuten attaque dans la seconde partie de course avec Silvia Persico, mais Lotte Kopecky est vigilante. L'Italienne est distancée plus loin et se classe douzième.
Olivia Baril se classe sixième du Tour de Scandinavie. Au Grand Prix de Plouay, Sofia Bertizzolo prend la troisième place du sprint final.  

### Septembre

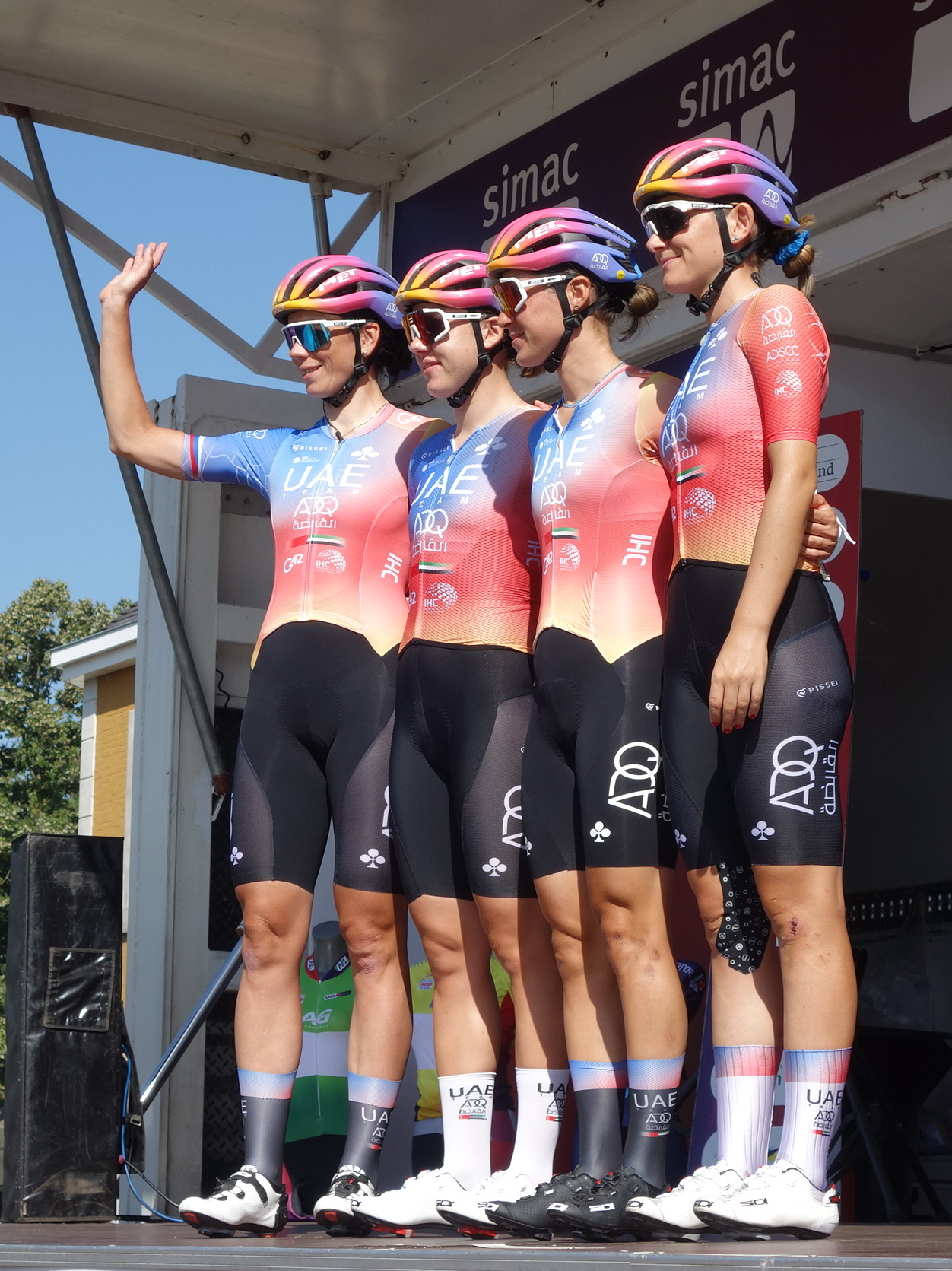
Équipe au Simac Ladies Tour

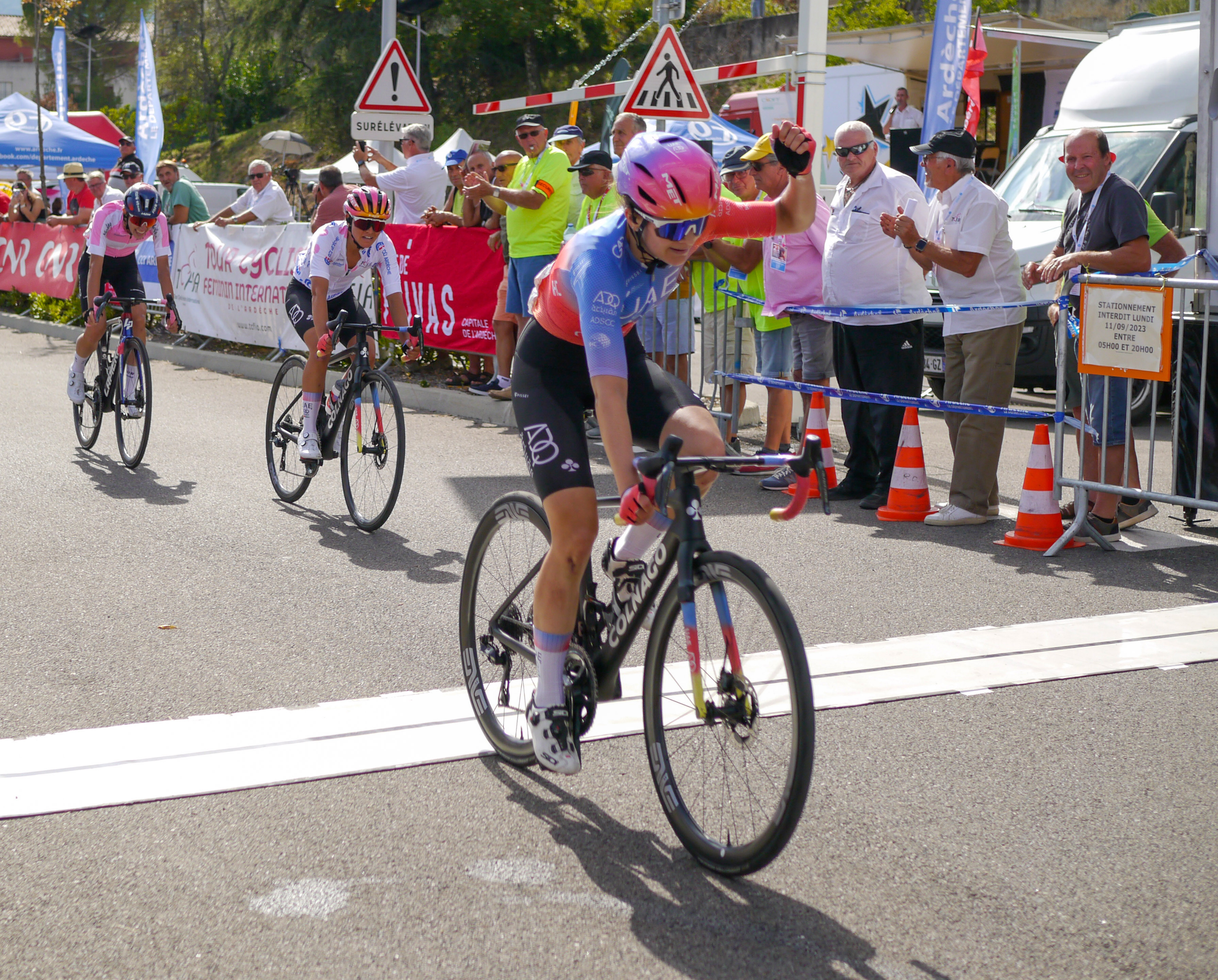
Olivia Baril remporte la septième étape du Tour de l'Ardèche

Au Tour de l'Ardèche, dans la cinquième étape qui comporte la montée du Mont Lozère, Erica Magnaldi est la seule à pouvoir suivre Marta Cavalli. Elle prend la deuxième place. Olivia Baril est troisième un peu plus loin,. Le lendemain, Olivia Baril règle le sprint du peloton pour la deuxième place,. Elle s'impose sur l'étape suivante devant Erica Magnaldi. Alena Ivanchenko est septième. Erica Magnaldi conclut l'épreuve à la deuxième place. Baril est quatrième et Alena Ivanchenko neuvième.
Silvia Persico est deuxième du Grisette Grand Prix de Wallonie.
Au Tour de Romandie, dans la première étape, Carina Schrempf sort à trois kilomètres de l'arrivée. Elle semble avoir réussi à tromper le peloton, mais est dépassé dans les tout derniers mètres par Sofia Bertizzolo alors qu'elle lève les bras trop prématurément. Sur la deuxième étape, Silvia Persico, Anna Shackley et Amber Kraak sortent. Dans l'ascension vers Torgon, Kraak perd le contact. Le duo est repris à six kilomètres de l'arrivée par un groupe de six favorites. Persico est lâchée et se classe sixième, Erica Magnaldi est huitième. Silvia Persico est troisième de la dernière étape au sprint. Elle est cinquième du classement général, Magnaldi huitième. Sofia Bertizzolo remporte le classement par points.
Eugenia Bujak se classe huitième des championnats d'Europe du contre-la-montre. Silvia Persico est ensuite cinquième de la course en ligne.

### Octobre
Sofia Bertizzolo est septième du Tour d'Émilie en haut du sanctuaire di San Luca, Erica Magnaldi est neuvième.
Au Tour de l'île de Chongming, Chiara Consonni est quatrième du sprint de la première étape, puis troisième, avant de s'imposer le dernier jour. Grâce aux bonifications, elle gagne le classement général. Elle remporte également le classement par points. Elle est ensuite deuxième du Tour du Guangxi.

## Victoires

### Sur route
| Victoires | Victoires                                                                | Victoires           | Victoires | Victoires           | Victoires |
| Date      | Course                                                                   | Pays                | Classe    | Vainqueur           |           |
| --------- | ------------------------------------------------------------------------ | ------------------- | --------- | ------------------- | --------- |
| 26 fév.   | United Arab Emirates National Road Cycling Championships - Women U23 ITT | Émirats arabes unis | CN        | Safia Al Sayegh     |           |
| 28 fév.   | Le Samyn des Dames                                                       | Belgique            | 1.1       | Marta Bastianelli   |           |
| 5 mars    | Championnat des Émirats arabes unis sur route                            | Émirats arabes unis | CN        | Safia Al Sayegh     |           |
| 12 avr.   | Flèche brabançonne                                                       | Belgique            | 1.Pro     | Silvia Persico      |           |
| 29 avr.   | 1re étape, Festival Elsy Jacobs                                          | Luxembourg          | 2.Pro     | Marta Bastianelli   |           |
| 7 mai     | Trofee Maarten Wynants                                                   | Belgique            | 1.1       | Chiara Consonni     |           |
| 19 juin   | 3e étape du Tour de Suisse                                               | Suisse              | 2.WWT     | Eleonora Gasparrini |           |
| 21 juin   | Championnat de Grande-Bretagne du contre-la-montre                       | Royaume-Uni         | CN        | Elizabeth Holden    |           |
| 9 juill.  | 9e étape du Tour d'Italie                                                | Italie              | 2.WWT     | Chiara Consonni     |           |
| 11 sept.  | 7e étape du Tour de l'Ardèche                                            | France              | 2.1       | Olivia Baril        |           |
| 15 sept.  | 1re étape du Tour de Romandie                                            | Suisse              | 2.WWT     | Sofia Bertizzolo    |           |
| 14 oct.   | Classement général, Tour de l'île de Chongming                           | Chine               | 2.WWT     | Chiara Consonni     |           |
| 14 oct.   | 3e étape du Tour de l'île de Chongming                                   | Chine               | 2.WWT     | Chiara Consonni     |           |

### Résultats sur les courses majeures

#### World Tour
| UCI Women's World Tour | UCI Women's World Tour | UCI Women's World Tour | UCI Women's World Tour                   | UCI Women's World Tour | UCI Women's World Tour | UCI Women's World Tour |
| Date                   | n°                     | Pays                   | Course                                   | Meilleure coureuse     | Classement             |                        |
| ---------------------- | ---------------------- | ---------------------- | ---------------------------------------- | ---------------------- | ---------------------- | ---------------------- |
| 15 – 17 janv.          | 1                      | Australie              | Women's Tour Down Under                  | -                      | -                      |                        |
| 28 janv.               | 2                      | Australie              | Cadel Evans Great Ocean Road Race Women  | -                      | -                      |                        |
| 9 – 12 fév.            | 3                      | Émirats arabes unis    | Tour des Émirats arabes unis             | -                      | -                      |                        |
| 25 fév.                | 4                      | Belgique               | Circuit Het Nieuwsblad                   | Marta Bastianelli      | 3e                     |                        |
| 4 mars                 | 5                      | Italie                 | Strade Bianche                           | Erica Magnaldi         | 23e                    |                        |
| 11 mars                | 6                      | Pays-Bas               | Tour de Drenthe                          | Chiara Consonni        | 20e                    |                        |
| 19 mars                | 7                      | Italie                 | Trofeo Alfredo Binda-Comune di Cittiglio | Silvia Persico         | 6e                     |                        |
| 23 mars                | 8                      | Belgique               | Classic Bruges-La Panne                  | Chiara Consonni        | 9e                     |                        |
| 26 mars                | 9                      | Belgique               | Gand-Wevelgem                            | Marta Bastianelli      | 6e                     |                        |
| 2 avr.                 | 10                     | Belgique               | Tour des Flandres                        | Silvia Persico         | 4e                     |                        |
| 8 avr.                 | 11                     | France                 | Paris-Roubaix                            | Chiara Consonni        | 9e                     |                        |
| 16 avr.                | 12                     | Pays-Bas               | Amstel Gold Race                         | Silvia Persico         | 9e                     |                        |
| 19 avr.                | 13                     | Belgique               | Flèche wallonne                          | Silvia Persico         | 8e                     |                        |
| 23 avr.                | 14                     | Belgique               | Liège-Bastogne-Liège                     | Erica Magnaldi         | 14e                    |                        |
| 1 – 7 mai              | 15                     | Espagne                | Tour d'Espagne                           | Erica Magnaldi         | 8e                     |                        |
| 12 – 14 mai            | 16                     | Espagne                | Tour du Pays basque                      | Olivia Baril           | 4e                     |                        |
| 18 – 21 mai            | 17                     | Espagne                | Tour de Burgos                           | Silvia Persico         | 9e                     |                        |
| 26 – 28 mai            | 18                     | Royaume-Uni            | RideLondon-Classique                     | Eleonora Gasparrini    | 4e                     |                        |
| 17 – 20 juin           | 19                     | Suisse                 | Tour de Suisse                           | Olivia Baril           | 11e                    |                        |
| 30 juin – 9 juill.     | 20                     | Italie                 | Tour d'Italie                            | Erica Magnaldi         | 5e                     |                        |
| 23 – 30 juill.         | 21                     | France                 | Tour de France Femmes                    | Erica Magnaldi         | 13e                    |                        |
| 23 – 27 août           | 22                     | Norvège                | Tour de Scandinavie                      | Olivia Baril           | 6e                     |                        |
| 2 sept.                | 23                     | France                 | Grand Prix de Plouay                     | Sofia Bertizzolo       | 3e                     |                        |
| 5 – 10 sept.           | 24                     | Pays-Bas               | Simac Ladies Tour                        | Sofia Bertizzolo       | 11e                    |                        |
| 15 – 17 sept.          | 25                     | Suisse                 | Tour de Romandie                         | Silvia Persico         | 5e                     |                        |
| 12 – 14 oct.           | 26                     | Chine                  | Tour de l'île de Chongming               | Chiara Consonni        | 1re                    |                        |
| 17 oct.                | 27                     | Chine                  | Tour du Guangxi                          | -                      | -                      |                        |

#### Grands tours
| Grand tour            | Tour d'Espagne      | Tour d'Italie       | Tour de France       |
| --------------------- | ------------------- | ------------------- | -------------------- |
| Coureuse (classement) | Erica Magnaldi (8e) | Erica Magnaldi (5e) | Silvia Persico (13e) |
| Accessits             | Meilleure équipe    | 1 victoire d'étape  | -                    |

## Classement mondial
| Classement UCI | Classement UCI      | Classement UCI      | Classement UCI |
| Coureuse       | Coureuse            | Pays                | Points         |
| -------------- | ------------------- | ------------------- | -------------- |
| 10e            | Silvia Persico      | Italie              | 2117.8 pts     |
| 14e            | Chiara Consonni     | Italie              | 1828 pts       |
| 31e            | Marta Bastianelli   | Italie              | 1099.67 pts    |
| 34e            | Erica Magnaldi      | Italie              | 1017.1 pts     |
| 36e            | Olivia Baril        | Canada              | 1002.1 pts     |
| 44e            | Sofia Bertizzolo    | Italie              | 815 pts        |
| 49e            | Eleonora Gasparrini | Italie              | 751 pts        |
| 111e           | Eugenia Bujak       | Slovénie            | 328.8 pts      |
| 168e           | Alena Ivanchenko    | Russie              | 226.8 pts      |
| 187e           | Safia Al Sayegh     | Émirats arabes unis | 201 pts        |
| 200e           | Mikayla Harvey      | Nouvelle-Zélande    | 188.1 pts      |
| 235e           | Elizabeth Holden    | Royaume-Uni         | 151.7 pts      |
| 294e           | Alena Amialiusik    | Biélorussie         | 117 pts        |
| 307e           | Laura Tomasi        | Italie              | 112 pts        |
| 322e           | Karolina Kumięga    | Pologne             | 106.5 pts      |
| 504e           | Anna Trevisi        | Italie              | 51 pts         |

UAE Team ADQ est quatrième du classement par équipes.